# Hilversum Media Park
Hilversum Media Park – stacja kolejowa w Hilversum, w prowincji Holandia Północna, w Holandii. Stacja została otwarta w 1974.
| Hilversum Media Park       |  |                           |
| Linia                      |  |                           |
| Bussum Zuidodległość: 3 km |  | Hilversum odległość: 1 km |